# Carlos Castro (football, 1978)
Pour les articles homonymes, voir Castro et Carlos Castro.
Carlos Castro Mora, né le 10 septembre 1978 à Alajuela, est un footballeur international costaricien.